# Eggegebirge

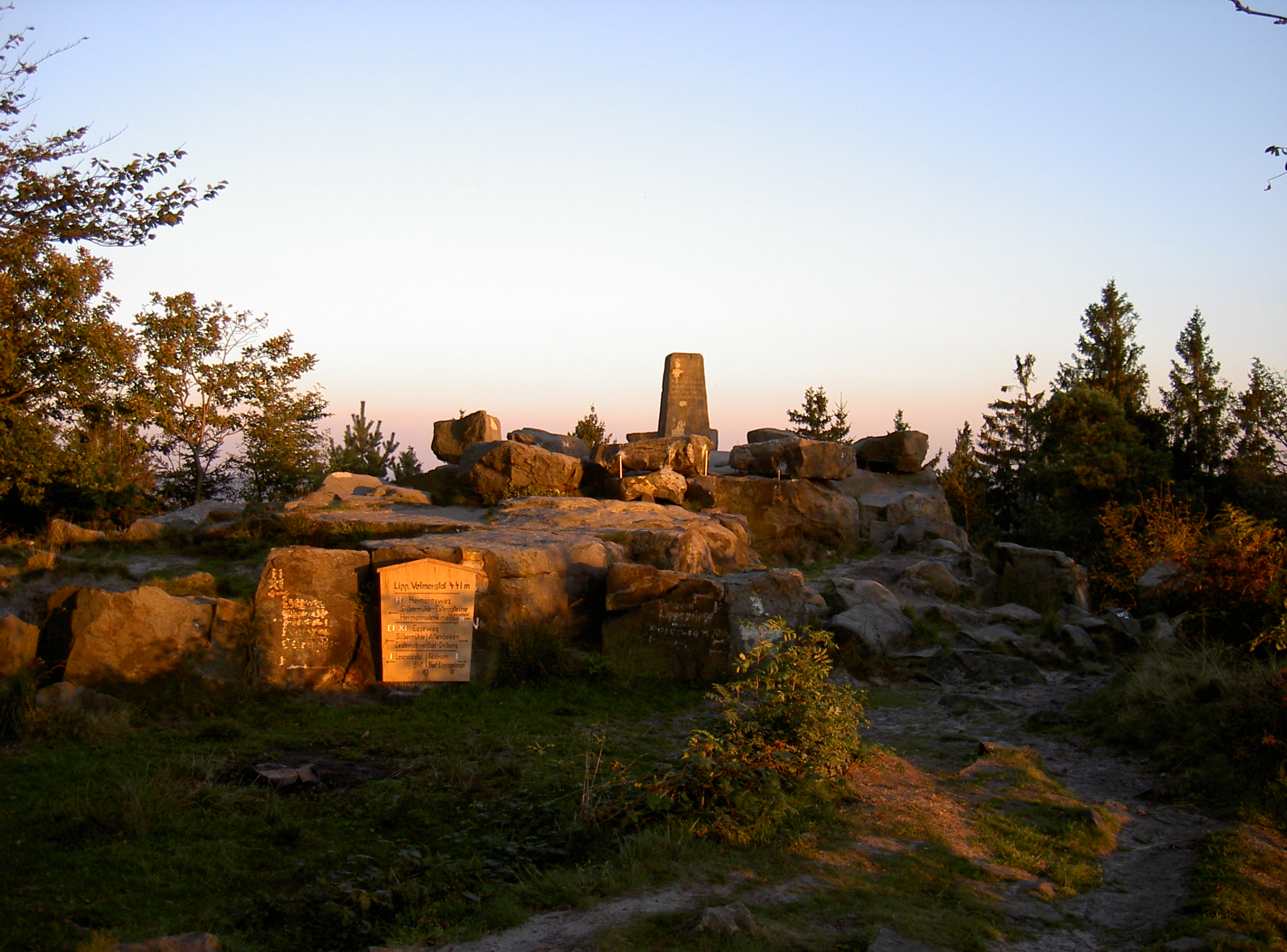
Berget Velmerstot

Eggegebirge, även kallat die Egge, är en omkring 300 till 450 meter hög bergsregion i östra delen av det tyska förbundslandet Nordrhein-Westfalen.
Bergskedjan sträcker sig i nordsydlig riktning mellan Teutoburgerskogen i norr och Sauerland i söder. Eggegebirge fungerar som vattendelare mellan Rhen och Weser. Regionens högsta topp är Velmerstot som ligger 468 meter över havet. Delar av Eggegebirge och Teutoburgerskogen bildar sedan 1965 en 1059 km² stor naturpark.